# Halifax (Massachusetts)
Halifax és una població dels Estats Units a l'estat de Massachusetts. Segons el cens del 2000 tenia 7.500 habitants.

## Demografia
Segons el cens del 2000, Halifax tenia 7.500 habitants, 2.758 habitatges, i 2.054 famílies. La densitat de població era de 179,3 habitants/km².
Dels 2.758 habitatges en un 34,8% hi vivien nens de menys de 18 anys, en un 61,3% hi vivien parelles casades, en un 9,9% dones solteres, i en un 25,5% no eren unitats familiars. En el 21,3% dels habitatges hi vivien persones soles el 10,9% de les quals corresponia a persones de 65 anys o més que vivien soles. El nombre mitjà de persones vivint en cada habitatge era de 2,72 i el nombre mitjà de persones que vivien en cada família era de 3,18.
Per edats la població es repartia de la següent manera: un 25,4% tenia menys de 18 anys, un 6,3% entre 18 i 24, un 31,4% entre 25 i 44, un 24,1% de 45 a 60 i un 12,8% 65 anys o més.
L'edat mediana era de 38 anys. Per cada 100 dones de 18 o més anys hi havia 89,7 homes.
La renda mediana per habitatge era de 57.015 $ i la renda mediana per família de 65.461$. Els homes tenien una renda mediana de 47.788 $ mentre que les dones 31.200$. La renda per capita de la població era de 23.738$. Entorn de l'1,8% de les famílies i el 3,3% de la població estaven per davall del llindar de pobresa.